# Сарьдйоки
Сарьдйоки (устар. Сардь-йоки) — река в России, протекает по Мурманской области. Устье реки находится в 15 км по правому берегу реки Пяйве. Длина реки составляет 10 км.
Берёт начало из озера Верхний Сарьдъявр на высоте 225,9 м.

## Данные водного реестра
По данным государственного водного реестра России относится к Баренцево-Беломорскому бассейновому округу, водохозяйственный участок реки — Тулома от Верхнетуломского гидроузла и до устья. Речной бассейн реки — бассейны рек Кольского полуострова, впадает в Баренцево море.
Код объекта в государственном водном реестре — 02010000412101000001485.